# 里夫人
里夫人（里夫语：Irifiyen；阿拉伯语：‎），北非民族，柏柏尔人的一支，居住于摩洛哥的里夫山脉地区。里夫人的传统居住地区接近伊比利亚半岛，因此在西班牙南部也有许多里夫人。在西欧的部分国家如法国、荷兰等地也有大量移民。
由于历史原因，大量里夫人弃用传统的里夫语，而改操阿拉伯语或是西班牙语。里夫人分为不同的部落，不同的部落也有不同的文化和语言传统。1923年，里夫人曾建立里夫共和国，抵抗西班牙和法国军队的入侵。

## 名人
- 艾哈迈德·阿布塔利布[10]
- 阿卜杜·克里姆
- 伊布拉希姆·阿弗莱
- 努尔丁·阿姆拉巴特
- 阿德尔·塔拉布特
- 穆尼爾·哈達迪
- 穆尼尔·哈姆达维
- 穆罕默德·伊哈塔伦